# Джохо, Хассан
Хассан Джохо (англ. Hassan Joho; род. 26 февраля 1976) — кенийский государственный деятель. Бывший губернатор округа Момбаса, связанный с Оранжевым демократическим движением. Во время всеобщих выборов 2007 года прошел от избирательного округа Кисауни в Национальной ассамблее Кении. 4 марта 2013 года после подведения итогов всеобщих выборов был избран первым губернатором графства Момбаса. Во время всеобщих выборов 2017 года, состоявшийся 8 августа, сохранил место в Оранжевом демократическом движении. Он одержал победу, набрав 220 576 голосов, у ближайшего соперника Сулеймана Шахбала было 69 322 голосов, который баллотировался от Юбилейной партии. Занимал должность губернатора графства Момбаса до 2022 года, когда его сменил Абдулсваммаду Шаррифу Нассиру, бывший член Национальной ассамблеи от избирательного округа Мвита.

## Биография
В 2004 году стал заниматься политикой. Работал председателем партии Либерально-демократической партии Кисауни в период с 2006 по 2007 год. На всеобщих выборах 2007 года был избран подавляющим большинством голосов депутатом Кисауни от Оранжевого демократического движения. Работал членом парламента от избирательного округа Кисауни и помощником министра транспорта. 4 марта 2013 года был избран губернатором графства Момбаса.
По данным The Economist «близок к Раиле Одинге, лидеру оппозиции Кении, и финансирует партию Оранжевого демократического движения». Считается политическим тяжеловесом прибрежного региона Кении
Участвовал в кампании по выборам первого губернатора графства Момбасы, состоявшихся 4 марта 2013 года. Одержал победу и 27 марта 2013 года был приведен к присяге в качестве губернатора. Набрав 132 583 голоса, а его ближайший соперник Шахбал занял второе место с 94 905 голосами. Шахбал обратился в суд с обвинением в фальсификации выборов, но его ходатайство было отклонено. Позже он обратился в суд, чтобы заблокировать приведение Хассана Джохо к присяге.